# Mubadala Citi DC Open 2023
Giải quần vợt Washington Mở rộng 2023 (còn được biết đến với Mubadala Citi DC Open vì lý do tài trợ) là một giải quần vợt thi đấu trên mặt sân cứng ngoài trời. Đây là lần thứ 54 (nam) và lần thứ 11 (nữ) Giải quần vợt Washington Mở rộng được tổ chức. Giải đấu là một phần của ATP Tour 500 trong ATP Tour 2023 và WTA 500 trong WTA Tour 2023. Giải đấu diễn ra tại William H.G. FitzGerald Tennis Center ở Washington, D.C., Hoa Kỳ, từ ngày 31 tháng 7 đến ngày 6 tháng 8 năm 2023.

## Điểm và tiền thưởng

### Phân phối điểm
| Sự kiện | VĐ  | CK  | BK  | TK  | Vòng 1/16 | Vòng 1/32 | Vòng 1/64 | Q  | Q2 | Q1 |
| Đơn nam | 500 | 300 | 180 | 90  | 45        | 20        | 0         | 10 | 4  | 0  |
| Đôi nam | 500 | 300 | 180 | 90  | 0         | —         | —         | 45 | 25 | 0  |
| Đơn nữ  | 470 | 305 | 185 | 100 | 55        | 1         | —         | 25 | 13 | 1  |
| Đôi nữ  | 470 | 305 | 185 | 100 | 1         | —         | —         | —  | —  | —  |

### Tiền thưởng
| Sự kiện  | VĐ       | CK       | BK      | TK      | Vòng 1/16 | Vòng 1/32 | Vòng 1/64 | Q2     | Q1     |
| Đơn nam  | $353,455 | $188,505 | $97,785 | $51,055 | $26,905   | $14,725   | $7,855    | $4,125 | $2,355 |
| Đôi nam* | $123,770 | $65,980  | $33,380 | $16,690 | $8,640    | —         | —         | —      | —      |
| Đơn nữ   | $120,150 | $74,161  | $43,323 | $22,800 | $11,600   | $8,320    | —         | $6,830 | $4,090 |
| Đôi nữ*  | $40,100  | $24,300  | $13,900 | $7,200  | $4,350    | —         | —         | —      | —      |

*mỗi đội

## Nội dung đơn ATP

### Hạt giống
| Quốc gia | Tay vợt               | Xếp hạng† | Hạt giống |
| -------- | --------------------- | --------- | --------- |
| USA      | Taylor Fritz          | 9         | 1         |
| USA      | Frances Tiafoe        | 10        | 2         |
| CAN      | Félix Auger-Aliassime | 12        | 3         |
| POL      | Hubert Hurkacz        | 16        | 4         |
| BUL      | Grigor Dimitrov       | 20        | 5         |
| KAZ      | Alexander Bublik      | 26        | 6         |
| FRA      | Adrian Mannarino      | 27        | 7         |
| USA      | Sebastian Korda       | 28        | 8         |
| GBR      | Dan Evans             | 30        | 9         |
| JPN      | Yoshihito Nishioka    | 31        | 10        |
| USA      | Christopher Eubanks   | 32        | 11        |
| NED      | Tallon Griekspoor     | 36        | 12        |
| FRA      | Ugo Humbert           | 38        | 13        |
| USA      | Ben Shelton           | 41        | 14        |
| GBR      | Andy Murray           | 42        | 15        |
| USA      | J. J. Wolf            | 46        | 16        |

† Bảng xếp hạng vào ngày 24 tháng 7 năm 2023.

### Vận động viên khác
Đặc cách:
- Kevin Anderson
- Gaël Monfils
- Kei Nishikori
- Ben Shelton

Bảo toàn thứ hạng:
- Lloyd Harris

Vượt qua vòng loại:
- Bjorn Fratangelo
- Bradley Klahn
- Shintaro Mochizuki
- Kiranpal Pannu
- Shang Juncheng
- Zachary Svajda

Thua cuộc may mắn:
- Sho Shimabukuro

### Rút lui
- Jérémy Chardy → thay thế bởi  Alexander Shevchenko
- Nick Kyrgios → thay thế bởi  Michael Mmoh
- Daniil Medvedev → thay thế bởi  Yosuke Watanuki
- Kei Nishikori → thay thế bởi  Sho Shimabukuro
- Denis Shapovalov → thay thế bởi  Radu Albot
- Mikael Ymer → thay thế bởi  Taro Daniel

## Nội dung đôi ATP

### Hạt giống
| Quốc gia | Tay vợt         | Quốc gia | Tay vợt           | Xếp hạng† | Hạt giống |
| -------- | --------------- | -------- | ----------------- | --------- | --------- |
| USA      | Rajeev Ram      | GBR      | Joe Salisbury     | 11        | 1         |
| USA      | Austin Krajicek | CRO      | Mate Pavić        | 23        | 2         |
| GBR      | Lloyd Glasspool | FIN      | Harri Heliövaara  | 33        | 3         |
| ESA      | Marcelo Arévalo | NED      | Jean-Julien Rojer | 36        | 4         |

† Bảng xếp hạng vào ngày 24 tháng 7 năm 2023.

### Vận động viên khác
Đặc cách:
- Dan Evans /  Andy Murray
- Mackenzie McDonald /  Ben Shelton

Vượt qua vòng loại:
- Alexander Bublik /  Tallon Griekspoor

### Rút lui
- Wesley Koolhof /  Neal Skupski → thay thế bởi  Grigor Dimitrov /  Nicolas Mahut

## Nội dung đơn WTA

### Hạt giống
| Quốc gia | Tay vợt            | Xếp hạng† | Hạt giống |
| -------- | ------------------ | --------- | --------- |
| USA      | Jessica Pegula     | 4         | 1         |
| FRA      | Caroline Garcia    | 5         | 2         |
| USA      | Coco Gauff         | 7         | 3         |
| GRE      | Maria Sakkari      | 9         | 4         |
|          | Daria Kasatkina    | 11        | 5         |
| SUI      | Belinda Bencic     | 15        | 6         |
| USA      | Madison Keys       | 16        | 7         |
|          | Liudmila Samsonova | 17        | 8         |

† Bảng xếp hạng vào ngày 24 tháng 7 năm 2023.

### Vận động viên khác
Đặc cách:
- Bianca Andreescu
- Danielle Collins
- Sofia Kenin
- Elina Svitolina

Bảo toàn thứ hạng:
- Jennifer Brady

Vượt qua vòng loại:
- Hailey Baptiste
- Lauren Davis
- Leylah Fernandez
- Magdalena Fręch

Thua cuộc may mắn:
- Peyton Stearns

### Rút lui
- Paula Badosa → thay thế bởi  Sorana Cîrstea
- Sofia Kenin → thay thế bởi  Peyton Stearns
- Veronika Kudermetova → thay thế bởi  Sloane Stephens

## Nội dung đôi WTA

### Hạt giống
| Quốc gia | Tay vợt                  | Quốc gia | Tay vợt            | Xếp hạng† | Hạt giống |
| -------- | ------------------------ | -------- | ------------------ | --------- | --------- |
| USA      | Nicole Melichar-Martinez | AUS      | Ellen Perez        | 17        | 1         |
| JPN      | Shuko Aoyama             | CAN      | Gabriela Dabrowski | 38        | 2         |
| TPE      | Chan Hao-ching           | MEX      | Giuliana Olmos     | 40        | 3         |
| JPN      | Miyu Kato                | INA      | Aldila Sutjiadi    | 69        | 4         |

† Bảng xếp hạng vào ngày 24 tháng 7 năm 2023.

### Vận động viên khác
Đặc cách:
- Hailey Baptiste /  Sloane Stephens
- Clervie Ngounoue /  Alycia Parks

### Rút lui
- Clervie Ngounoue /  Alycia Parks → thay thế bởi  Makoto Ninomiya /  Sabrina Santamaria

## Nhà vô địch

### Đơn nam
- Dan Evans đánh bại  Tallon Griekspoor, 7–5, 6–3

### Đơn nữ
- Coco Gauff đánh bại  Maria Sakkari, 6–2, 6–3

### Đôi nam
- Máximo González /  Andrés Molteni đánh bại  Mackenzie McDonald /  Ben Shelton, 6–7(4–7), 6–2, [10–8]

### Đôi nữ
- Laura Siegemund /  Vera Zvonareva đánh bại  Alexa Guarachi /  Monica Niculescu 6–4, 6–4